# Vitali Zhuk
Vital Zhuk (en biélorusse : Віталь Міхайлавіч Жук, né le 10 septembre 1996) est un athlète biélorusse, spécialiste du décathlon.

## Carrière
Il est champion national du décathlon en 2016, avec 7 400 points puis de l'heptathlon en salle en 2018. Le 27 mai 2018, il porte son record personnel à 8 162 points lors du meeting de Götzis.
Le 8 août 2018, il porte ce record à 8 290 points lors des Championnats d’Europe ce qui lui permet de remporter la médaille de bronze.
C’est le mari de la perchiste Iryna Zhuk.
Il se classe 13e des championnats du monde 2019 à Doha avec 8 058 pts.

## Palmarès
| Date | Compétition                                | Lieu       | Résultat | Épreuve          | Points    |
| ---- | ------------------------------------------ | ---------- | -------- | ---------------- | --------- |
| 2015 | Championnats d'Europe juniors              | Eskilstuna | 8e       | Décathlon junior | 7 315 pts |
| 2017 | Championnats d'Europe espoirs              | Bydgoszcz  | 4e       | Décathlon        | 7 921 pts |
| 2018 | Championnats d'Europe                      | Berlin     | 3e       | Décathlon        | 8 290 pts |
| 2019 | Championnats d'Europe en salle             | Glasgow    | 8e       | Heptathlon       | 5 689 pts |
| 2019 | Championnats d'Europe d'épreuves combinées | Lutsk      | 1er      | Décathlon        | 8 237 pts |
| 2019 | Championnats du monde                      | Doha       | 13e      | Décathlon        | 8 058 pts |
| 2021 | Jeux olympiques                            | Tokyo      | 13e      | Décathlon        | 8 131 pts |

## Records

### Records personnels
| Épreuve           | Performance   | Lieu      | Date            |
| ----------------- | ------------- | --------- | --------------- |
| 100 mètres        | 10 s 94       | Götzis    | 25 mai 2019     |
| Saut en longueur  | 7,11 m        | Götzis    | 26 mai 2018     |
| Lancer du poids   | 15,66 m       | Lutsk     | 6 juillet 2019  |
| Saut en hauteur   | 2,00 m        | Hrodna    | 23 juin 2016    |
| 400 mètres        | 48 s 41       | Berlin    | 7 août 2018     |
| 110 mètres haies  | 14 s 48       | Bydgoszcz | 16 juillet 2017 |
| Lancer du disque  | 48,64 m       | Lutsk     | 7 juin 2019     |
| Saut à la perche  | 4,90 m        | Berlin    | 8 août 2018     |
| Lancer du javelot | 66,19 m       | Berlin    | 8 août 2018     |
| 1 500 mètres      | 4 min 30 s 36 | Götzis    | 26 mai 2018     |
| Décathlon         | 8 290 pts     | Berlin    | 8 août 2018     |

| Épreuve          | Performance   | Lieu     | Date            |
| ---------------- | ------------- | -------- | --------------- |
| 60 mètres        | 7 s 13        | Glasgow  | 2 mars 2019     |
| Saut en longueur | 6,97 m        | Homiel   | 2 février 2018  |
| Lancer du poids  | 16,32 m       | Glasgow  | 2 mars 2019     |
| Saut en hauteur  | 2,05 m        | Mahiliow | 25 janvier 2019 |
| 60 mètres haies  | 8 s 20        | Mahiliow | 17 février 2018 |
| Saut à la perche | 4,80 m        | Glasgow  | 3 mars 2019     |
| 1 000 mètres     | 2 min 46 s 94 | Homiel   | 17 février 2016 |
| Heptathlon       | 5 705 pts     | Mahiliow | 25 janvier 2019 |